# Lehnschulze
Ein Lehnschulze oder Erbschulze war ein Schultheiß (auch Schulte oder Schulze), der ein mit seinem Amt verbundenes und vererbliches Lehngut, meist den größten Bauernhof im Ort, innehatte – den Schulzenhof.
Amt und Hof waren unteilbar miteinander verbunden und wurden vom Grundherrn gemeinsam verliehen. Der Lehnschulze – häufig der Lokator bzw. seine Nachkommen – besaß Hof und Amt erblich zu Lehen und konnte weder vom Gerichtsherrn noch von der Dorfgemeinde gewählt oder ersetzt werden. Beim Tod eines Lehnschulzen gingen Amt und Hof an dessen ältesten männlichen Nachkommen über; fehlte ein solcher, so erbte der Ehemann der ältesten Tochter.
Der Lehnschulze war normalerweise von den gewöhnlichen Bauernlasten befreit und wurde daher auch als Freischulze bezeichnet.